# BBÖ VT 11
Die BBÖ VT 11 waren Verbrennungsmotor-Triebwagen der österreichischen Bundesbahnen (BBÖ).

## Geschichte

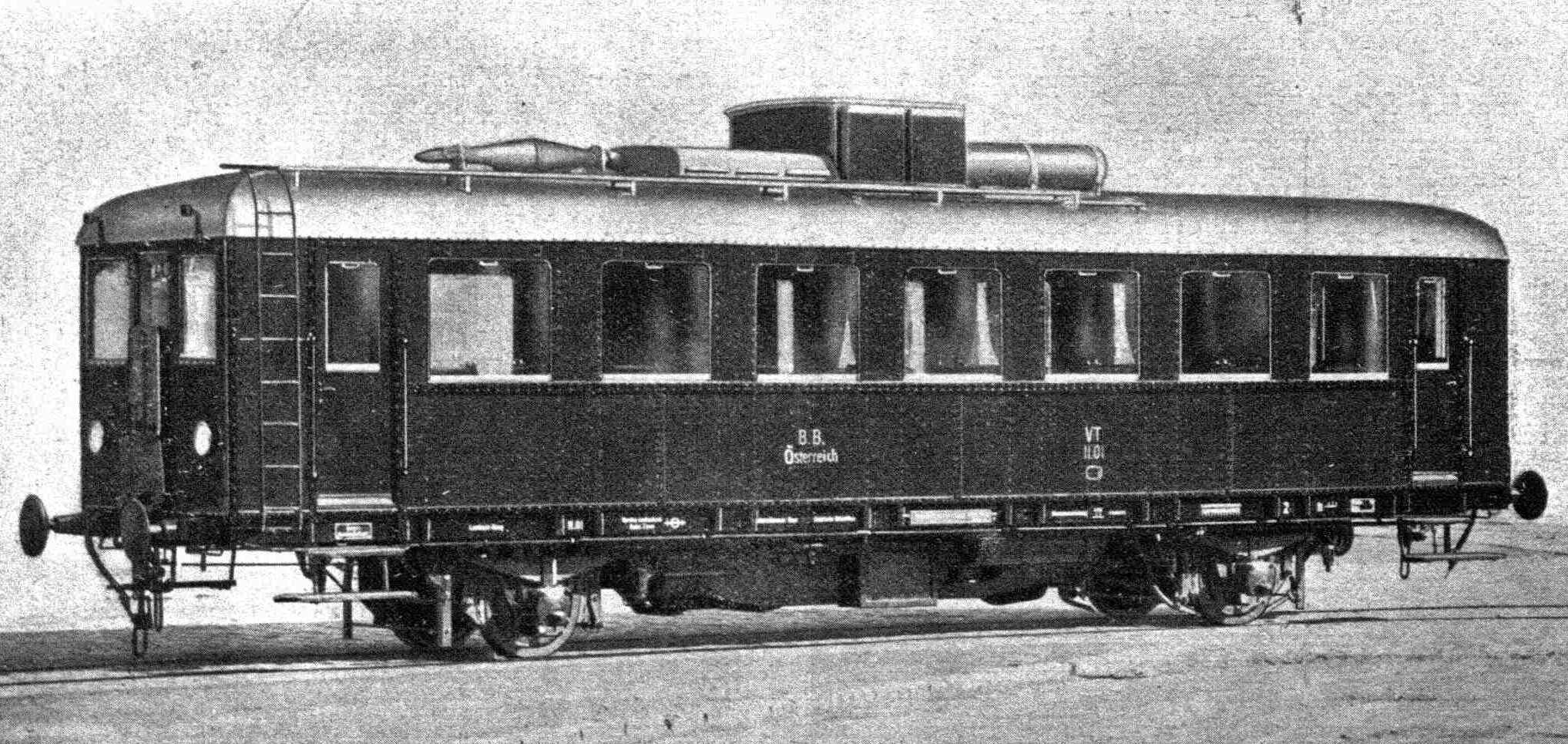
Werkfoto des VT 11.01 (Abbildung aus Die Lokomotive)

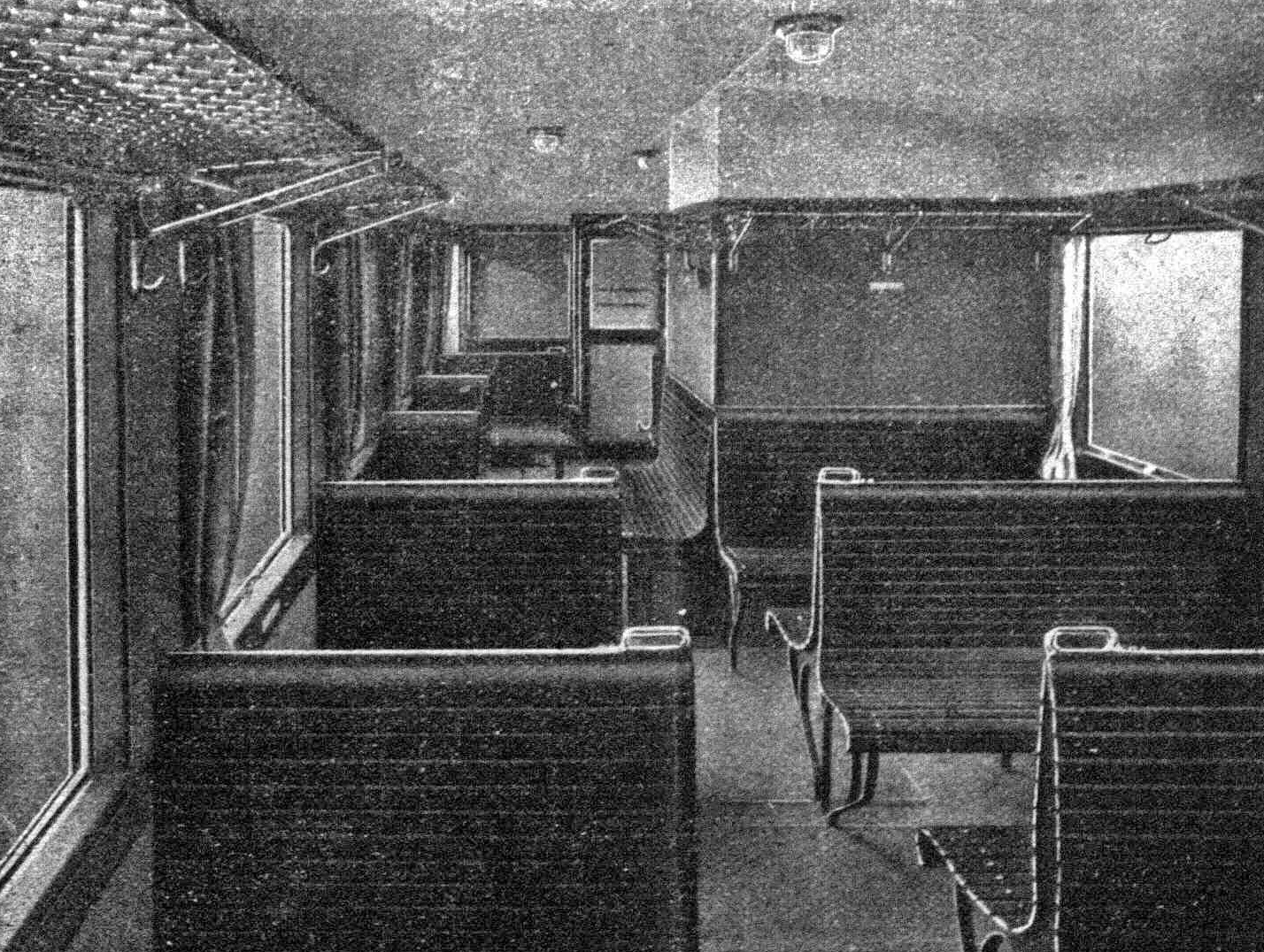
Innenraum (um 1930)

Die Firma Warchalowski, Eissler & Co in Wien-Ottakring fertigte 1927 zwei zweiachsige benzin-mechanische Triebwagen für die BBÖ. Gleichzeitig wurden zu Vergleichszwecken drei vierachsige Triebwagen Reihe VT 12 beschafft. Die Fahrzeuge wurden u. a. auf den Strecken Krems–Spitz, St. Valentin–Sarmingstein, Gmünd–Göpfritz und Schwarzenau–Zwettl eingesetzt. Jeder Triebwagen konnte auf ebener Strecke zwei Waggons ziehen. Meist wurden ehemalige Wiener Stadtbahnwagen der Bauart Cu verwendet. 
Sie zählten zu den ersten einmännig bedienten Triebfahrzeugen Österreichs und wurden in eigenen Triebwagenschuppen getrennt von den Dampflokomotiven abgestellt. Trotz guter Betriebsergebnisse unterblieb ein Weiterbau dieser Type.
Die Deutsche Reichsbahn bezeichnete 1938 die beiden Triebwagen mit CivT Nr. 718–719 in zweiter Besetzung.
1940 wurden sie auf Gasantrieb umgebaut. Der ehemalige VT 11.01 wurde wie auch viele andere wegen Treibstoffmangels abgestellte Fahrzeuge gegen Ende des Zweiten Weltkrieges in südmährischen Bahnhöfen abgestellt. Dort verliert sich seine Spur.

### 5029.01
Die ÖBB bauten den ehemaligen VT 11.02 im Jahr 1950 auf Dieselantrieb um und bezeichneten ihn fortan als 5029.01. Er wurde hauptsächlich auf der Lokalbahn Siebenbrunn–Engelhartstetten eingesetzt, fuhr jedoch 1964 auch zeitweise auf der Montafonerbahn. Am 1. Dezember 1968 wurde das Fahrzeug ausgemustert. Es befindet sich seitdem im Besitz des Technischen Museums Wien, ist aber wegen seines schlechten Erhaltungszustandes aufgrund jahrzehntelanger Abstellung im freien nicht öffentlich ausgestellt.

## Technik

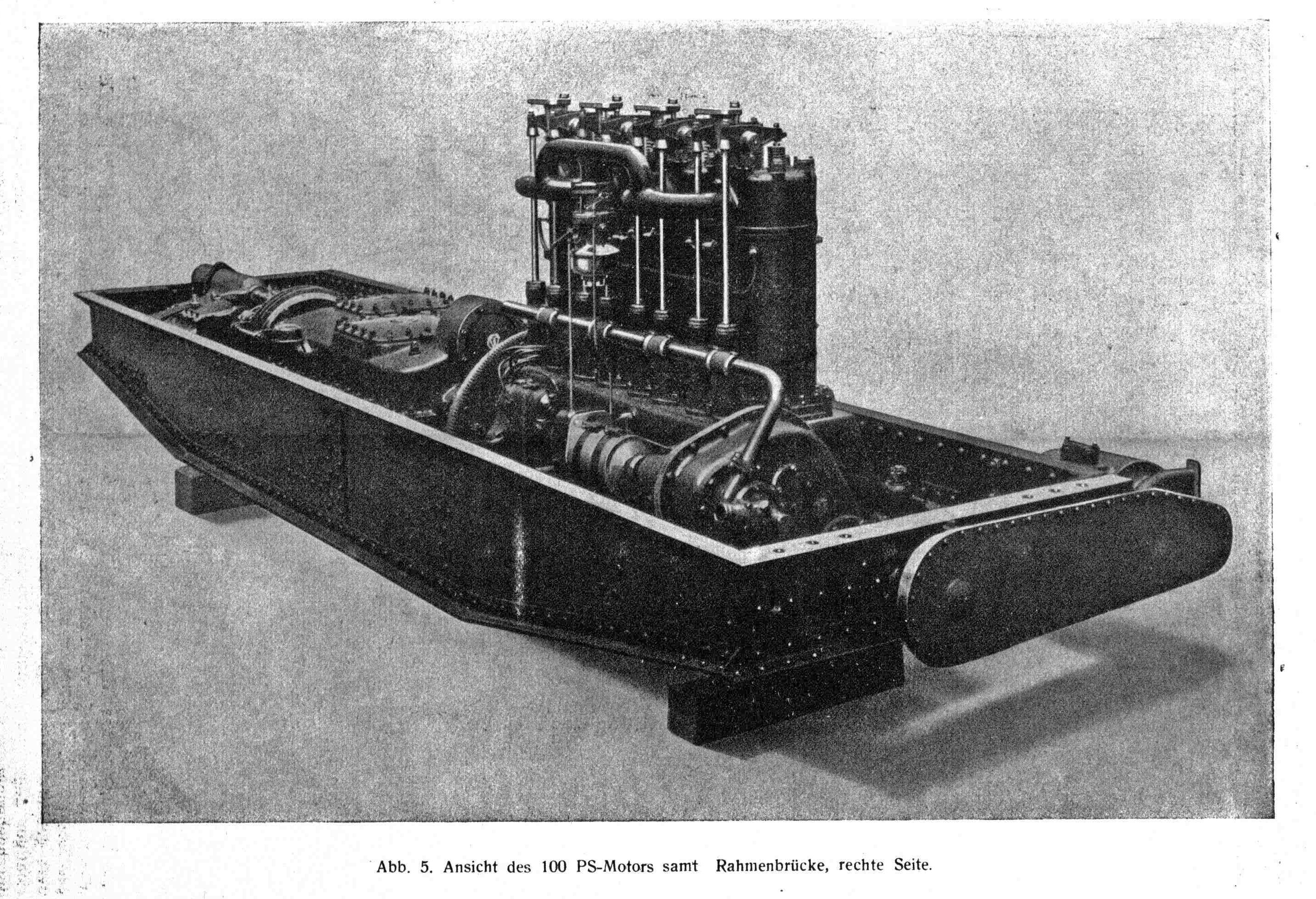
Antriebsanlage im Tragrahmen (Abbildung aus Die Lokomotive)

Die VT 11 hatten ein eckiges, kastenförmiges Aussehen mit auf dem Dach angeordneter Kühlanlage. Ursprünglich war auch der Treibstofftank am Dach montiert. Das aus Walzprofilen genietete Fahrwerk trägt die Radsatzlager-Führungen und den aus Profilstahl und Blechen genieteten Wagenkasten. Der Innenraum bot 60 Sitzplätze sowie 20 Stehplätze und ein WC, der Motor ragte in den Fahrgastraum hinein und war in einem eigenen Maschinenabteil untergebracht.
Die Maschinenanlage war unterflur auf einem separaten Tragrahmen, der sogenannten Brücke, elastisch aufgehängt und bestand ursprünglich aus einem Vierzylinder-Viertakt-Ottomotor vom Warchalowski-Typ 30 mit einem Hubraum von 20 Liter und einer Leistung von 100 PS bei 900/min. Der Motor hatte einen Pallas-Vergaser sowie eine Bosch-Zündanlage.
1950 erhielt 5029.01 einen Sechszylinder-Reihendieselmotor vom Typ Saurer BXD. Dieser hatte einen Hubraum von 14,3 Litern und leistete 110 PS bei 1200/min. Die Kurbelwelle war in Rollenlagern gelagert.
Der Antrieb erfolgte über eine Einscheibentrockenkupplung und ein viergängiges mechanisches Schaltgetriebe, dessen im Ölbad laufenden Zahnräderpaare ständig im Eingriff waren. Pneumatisch wurden die jeweils zugehörigen Reibungskupplungen geschaltet. Über ein Wendegetriebe, Kardanwellen und ein Kegelradgetriebe wurde eine Achse angetrieben.